# 哈里森 (澳大利亚首都特区)
哈里森（英语：Harrison），是位于堪培拉下属甘加林城区东部的一个郊区，北接甘加林城区，东靠斯罗斯比，南临肯尼，西为富兰克林。该区距离甘加林镇中心和堪培拉市中心为约2公里和10公里。该区得名于前城市规划师彼得·哈里森 ，他在恢复沃尔特·伯利·格里芬国家首都规划方面发挥了重要作用。其地名反映了“自然特征、瀑布、平原、丘陵和高原”。
首都特区政府于4月20日推出轻轨后，哈里森居民可以从弗莱明顿路的任何车站享受轻轨的利好。

## 设施

### 学校
有：哈里森学校、特蕾莎修女小学、哈里森幼儿园三座学校

### 公园
有四座公园，分别位于：
- Eric Mawson Street
- Turtle Rock Street
- Tanami Street
- Moonlight Street

## 地质
哈里森的底层主要是堪培拉组泥岩或中志留纪晚期的火山岩。靠近东角的是安斯利火山英安岩或安山岩的露头。